# Ladislav Grubhoffer
Ladislav Grubhoffer (* 3. Oktober 1984 in Polička) ist ein tschechischer Fußballspieler.

## Karriere
Der beidfüßige Stürmer auf Linksaußen kam über den SK Slovan Varnsdorf zum FK Jablonec, wo er in der Saison 2005/06 gegen Sparta Prag und FK Chmel Blšany zu zwei Einsätzen in der ersten tschechischen Liga kam. Danach kehrte er zum mittlerweile umbenannten FK Varnsdorf zurück, mit dem er im Jahr 2010 in die Zweite tschechische Liga aufstieg. Daraufhin wechselte er nach Deutschland zum FC Oberlausitz Neugersdorf, für den er drei Jahre in der Fußball-Sachsenliga spielte.